# Herbert Mertin

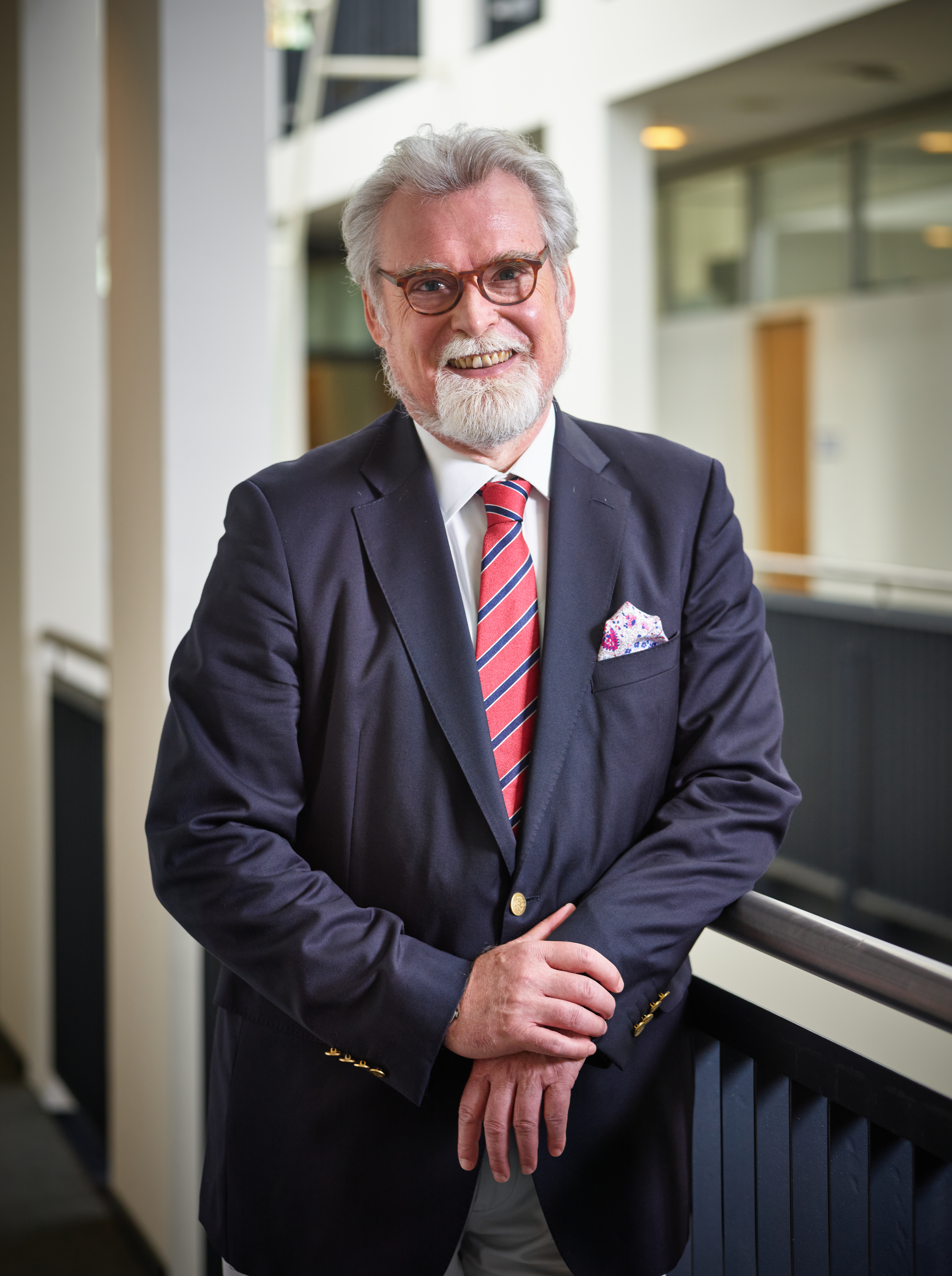
Herbert Mertin (2021)

Herbert Mertin (* 29. April 1958 in Temuco, Chile; † 21. Februar 2025 in Koblenz) war ein deutscher Jurist und Politiker (FDP). Von 1999 bis 2006 sowie von 2016 bis 2025 amtierte er als Minister der Justiz des Landes Rheinland-Pfalz. Zudem war er von 1996 bis 2011 und von 2021 bis 2025 Mitglied des Landtags Rheinland-Pfalz, von 2006 bis 2011 als Fraktionsvorsitzender der FDP-Fraktion.

## Leben und Beruf
Mertin wurde als Sohn einer Ostpreußin und eines schlesischen Landwirts geboren, die nach der Vertreibung nach Chile ausgewandert waren. Er wuchs mit vier Geschwistern auf und besuchte die Deutsche Schule Sankt Thomas Morus in Santiago de Chile. Die Familie kehrte 1971 nach Deutschland zurück; im Jahr 1978 legte Mertin am Martinus-Gymnasium in Linz am Rhein sein Abitur ab. Von 1974 bis 1978 gehörte Mertin zu den schnellsten rheinland-pfälzischen 400-Meter-Läufern seiner Altersklasse und konnte einmal die Jugendmeisterschaft des Landes über 400 Meter gewinnen, bevor eine Verletzung das Karriereende bedeutete.
Nach dem Wehrdienst studierte Mertin ab 1980 Rechtswissenschaften an der Johannes Gutenberg-Universität Mainz und der Rheinischen Friedrich-Wilhelms-Universität Bonn, 1985 legte er sein Erstes Staatsexamen ab. Anschließend absolvierte er das Rechtsreferendariat im Bereich des Oberlandesgerichts Koblenz, das er 1988 mit dem Zweiten Staatsexamen abschloss. Im gleichen Jahr ließ er sich als Rechtsanwalt in Koblenz nieder.
Mertin war Präsidiumsmitglied der Gesellschaft für Rechtspolitik. Darüber hinaus war er zwischen 2012 und 2016 Mitglied des Deutschen Ethikrates.
Mertin war katholisch, verheiratet und hatte vier Söhne. Am Nachmittag des 21. Februar 2025 starb Mertin unerwartet im Alter von 66 Jahren in einer Koblenzer Klinik, nachdem er während einer Veranstaltung für ehrenamtliche Richter in Koblenz kollabiert war. Bei der Trauerfeier am 14. März 2025 in der Basilika St. Kastor in Koblenz würdigten Ministerpräsident Alexander Schweitzer, Landtagspräsident Hendrik Hering, der Präsident des Verfassungsgerichtshofs Rheinland-Pfalz Lars Brocker und der Fraktionsvorsitzende der FDP im Landtag Philipp Fernis den Verstorbenen für seine Verdienste.

## Politik

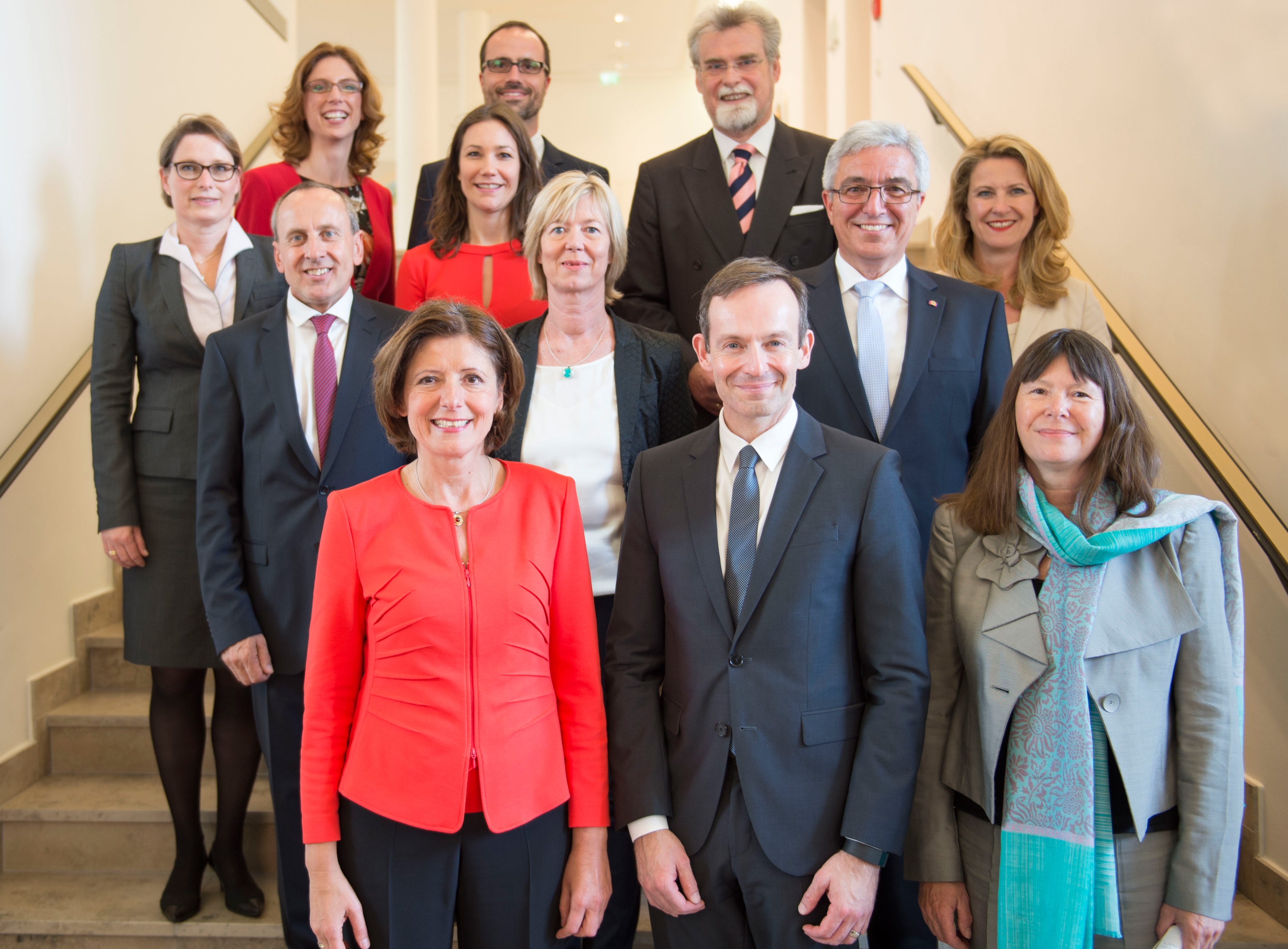
Herbert Mertin (obere Reihe, rechts) nach seiner Vereidigung als Minister der Justiz am 18. Mai 2016 mit den übrigen Mitgliedern des Kabinetts Dreyer II

Mertin wurde 1983 Mitglied der FDP und bekleidete seit dem Jahr 1984 mit einer Unterbrechung (1988 bis 1990) verschiedene Ämter im Landesvorstand der FDP Rheinland-Pfalz. Von 1998 bis 2016 amtierte er außerdem als Vorsitzender des FDP-Bezirksvorstands Koblenz.
Vom 18. Mai 1996 bis zum 17. Mai 2011 war Mertin Abgeordneter im Landtag Rheinland-Pfalz in dessen 13. bis 15. Wahlperiode. Er erlangte sein Mandat jeweils über die Bezirksliste des Bezirks 1, der den nördlichen Teil des Landes umfasst.
Am 22. September 1999 wurde Mertin als Nachfolger des aus gesundheitlichen Gründen zurückgetretenen Peter Caesar zum Minister der Justiz des Landes Rheinland-Pfalz ernannt. Nach der Landtagswahl 2006 schied die FDP und damit auch er aus der Landesregierung aus; er gab sein Amt am 18. Mai 2006 an Heinz Georg Bamberger (SPD) ab und übernahm bis zum Ende der 15. Wahlperiode den Vorsitz der FDP-Landtagsfraktion. Bei der Landtagswahl 2011 kandidierte Mertin als Spitzenkandidat seiner Partei, mit einem Landesergebnis von 4,2 Prozent scheiterte die FDP jedoch an der Fünf-Prozent-Hürde und schied aus dem Parlament aus.
Bei der folgenden Landtagswahl 2016 kandidierte Mertin nicht für ein Landtagsmandat, übernahm jedoch am 18. Mai 2016 in der neu gebildeten Ampelkoalition aus SPD, FDP und Bündnis 90/Die Grünen unter Führung von Ministerpräsidentin Malu Dreyer (SPD) erneut das Amt des rheinland-pfälzischen Ministers der Justiz. Ab dem 18. Mai 2021 war er wieder Mitglied des Landtages, gewählt auf dem zweiten Platz der FDP-Landesliste. Er führte das Amt des Justizministers von Rheinland-Pfalz bis zu seinem Tod im Februar 2025 fort. Nach seinem Tod rückte Stefan Thoma für ihn in den Landtag nach. Als Justizminister folgte ihm Philipp Fernis nach.